# 福克鎮區 (北卡羅萊納州沃倫縣)
福克鎮區（英語：Fork Township）是位於美國北卡羅萊納州沃倫縣的一個鎮區。

## 地方資料
福克鎮區的面積為106.44平方千米，皆為陸地。根據2020年美國人口普查的數據，當地共有人口319人，而人口密度為每平方千米3人。